# والتر بيغز
والتر بيغز (بالإنجليزية: Walter Biggs)‏ هو رسام أمريكي، ولد في 4 يونيو 1886 في مقاطعة مونتغومري في الولايات المتحدة، وتوفي في 1968 في روانوك في الولايات المتحدة.